# Riksdagen 1800
Sveriges riksdag i Norrköping 1800 öppnades den 15 mars 1800 av kung Gustaf IV Adolf, och avslutades den 15 juni samma år.

## Bakgrund
1700-talet hade för svensk del slutat med två års missväxt, brittiskt kapande av 40 svenska fartyg, blockerad utrikeshandel och svår inflation. 1799 utbröt oroligheter och kravaller i flera svenska städer då brännvinstillverkarna beskylldes för att hålla för höga priser och misstänktes för att smuggla undan spannmål.
Runt nyår 1799–1800 började oroligheter i Norrköping med ett plakat på Gamla torget som smädade stadens bryggare. En folkmassa samlades och ropade på brännvin, några gick till anfall och slog in dörrar och fönster, samt misshandlade bryggarnas familjer. Totalt 30 personer häktades.
De följande dagarna trängde en folkmassa in i rådhuset och tvingade magistraten att släppa de häktade. Grupper beväpnade med påkar tvingade fram militärt ingripande. 300 livgrenadjärer anlände från Linköping och två kanoner posterades på Saltängstorget. Oroligheterna avtog, många greps och ställdes sedan inför rätta för upprorsförsök. En smed och ett par mässingsarbetare dömdes som huvudsakligen ansvariga till döden, men kungen ändrade domen till livstids fästning. Ett 60-tal dömdes till olika straff, från livstids fängelse till spöstraff på Tyska torget. All brännvinsbränning förbjöds i tio månader framåt.
Två veckor senare kallade kung Gustav IV Adolf till riksdag i Norrköping, den enda riksdag han sammankallade. Anledningarna var två: krisen med "Penningverkets svåra belägenhet" och hans egen kröning.
Att riksdagen nu liksom 31 år tidigare förlades till Norrköping berodde dels på regeringens misstroende till huvudstadens "jakobinska" befolkning, dels på att man ville hålla de utländska ambassadörerna borta. Den opposition som regeringen hade att frukta var inte längre den gamla adelsoppositionen, som stått emot Gustav III. Den hade kungamordet och franska revolutionens skräckscener fört på andra tankar. De som nu satte riddarhuset och adeln i svallning var en ny generation, som insupit den franska revolutionens tro på frihet, jämlikhet och broderskap, på den nya tidens liberala och demokratiska idéer. Dessa idéer förkunnades nu med eldig hänförelse av män som Hans Hierta, Georg Adlersparre, David von Schulzenheim, Per Adolf Tham med flera.

## Talmän och lantmarskalk
Följande talmän för de fyra stånden som utgjorde ståndsriksdagen valdes av Gustaf IV Adolf:
- Höglovliga Ridderskapet och adeln - Lantmarskalk Magnus Fredrik Brahe
- Högvördiga Prästerskapet - Ärkebiskop Uno von Troil
- Vällovliga Borgarståndet - Justitieborgmästaren i Stockholm Carl Ullner
- Hedervärda Bondeståndet - Olof Larsson från Södermanland

## Riksdagen
Riksdagen inleddes den 10 mars 1800, med modell från riksdagen 31 år tidigare. Huset mittemot rådhuset hade sedan sist inrymt "Adliga jungfrustiftet", men fick användas till slott. Hedvigs kyrka förklarades precis som förra gången för "riddarhus". Många sökte sig till staden för att tjäna pengar medan riksdagen varade. Nya värdshus etablerades av stockholmare, och teaterpjäser spelades. Operasångare gav konserter och hos Egges spelade "Konungens Harmonie Musique". På grund av brännvinsförbudet transporterades brännvin från svenska kronans förråd på Gripsholms slott. Biskop Munck från Lund höll riksdagspredikan i S:t Olai kyrka.
Riksdagens högtidliga öppnande skedde den 15 mars och kungen sade bland annat i sitt trontal;
| ”                                            | ...Det är til at öfwerlägga, huru i en framtid sådana swårigheter så wäl må förekommas, såsom ock blifwa mindre känbare, Jag nu sammankallat Eder till detta Riks-Möte; äfwen är et bland dessa wigtiga föremål, att låta kröna Mig som Sweriges Konung, och därigenom på et än mer högtideligt och kraftigt sätt sammanknuta de heliga Band, som förena Konung och Folk. Jag har då ej trott Mig finna någon gladare tidepunkt i Min Regering, än den då Jag njutit frukten av den Förening Jag knutit med en älskad Gemål, genom födelsen af Min Son GUSTAF, af en Swensk Kron-Prins! Det står ej i Min förmåga att med ord för Eder uttrycka och beskrifwa den glädie Jag erfor, då genom den Aldrahögstes nåd Jag såg Swenska Thronen än mer befästad, samt förenade med dessa glada känslor den, at wara Far; och om Jag idag å nyo öfwerlämnar mig till dessa känslor, är det i den fullkomliga öfwertygelse, at de delas här med Mig af Eder, Mina församlade trogna Undersåtare. | „ |
| – Gustaf IV Adolfs trontal den 15 mars 1800. | |   |

Efter trontalet upplästes de propositioner som Kungl. Maj:t lade fram för riksdagen;
- Vissa ändringar i jordabalkens 16 Kap. 15 §
- Vissa ändringar avseende lagfarters kortare erhållande
- Vissa ändringar i handelsbalkens 9 kap. 12 §, där fordringars krav varit 20 år, men föreslås nu kortas till 10 år på grund av ökande bedrägerier avseende äldre växlar.

Utöver ovan angivna lagändringar, ville Kungl. Maj:t även inhämta råd avseende:
- En förbättring av tjänstehjonsstadgan
- Stängelskyldigheten i och runt jordbruksmark
- En förbättrad gästgiveriordning

Under riksdagen var Borgarståndet, Prästeståndet och Bondeståndet kunga- och regeringsvänliga, men inom Adelsståndet fanns, precis som under Gustaf III:s sista år, ett flertal som var oppositionella mot kungen och hans förslag.
Kungl. Maj:t föreslog även att ett utskott skulle bildas i enlighet med Regeringsformens 47 & 50 §§ för att se över hur statsverket skötts dels under kungens omyndighet 1792-1796, då regeringen förestods av Hertig Carl samt Gustaf Adolf Reuterholm, dels tiden från 1797 till 1800. Särskilt fokus skulle ägnas åt rikets statsskuld.

### Bråk inom adelsståndet
Sammandrabbningen mellan personer inom Adelsståndet under riksdagen började då man skulle tillsätta det hemliga utskott med vilket kungen ville överlägga om penningväsendets ordnande. Oppositionen med Hierta och Adlersparre i spetsen gick till storms mot den hemlighetsfullhet som man ansåg att förvaltningen av rikets penningväsen var insvept i. Man yrkade att de som granskade Riksbankens och Riksgäldskontorets förvaltning skulle åläggas att fullständigt uppge dessa verks tillstånd för stånden. Men lantmarskalken, Magnus Brahe, vägrade att göra proposition på förslaget, och därmed förföll det. I förbittring över detta demonstrerade Adlersparre genom att avsäga sig sin plats i hemliga utskottet.
Adelsoppositionen påstod att Brahe endast var en marionett i kungens man general Tolls hand. Emellertid började det hemliga utskottet sitt arbete, och resultatet blev ett förslag om att banken skulle överta riksgäldssedlarna och ånyo bli ensam sedelutgivande institution. För att skaffa banken den silverfond som behövdes till inlösen av riksgäldssedlarna föreslogs dels en stor förmögenhetsskatt, dels att banken skulle erhålla 300 000 riksdaler av bevillningen under femton år. De ofrälse stånden antog genast förslaget under uttalande av tacksamhet mot kungen. Men på riddarhuset utsattes utskottets finansförslag för en våldsam kritik. Efter de ofrälse ståndens beslut var dock oppositionen i det närmaste vanmäktig.
Oppositionen satte under sådana förhållanden inte in sin kraft på att få myntrealisationsplanen förkastad utan på att genomdriva en bestämd tid för bevillningens utgående för att därigenom framtvinga bestämda riksdagsterminer. Efter ett långt plenum bifölls alltså hemliga utskottets förslag, dock först efter lantmarskalkens förklaring att tiden för bevillningen inte därmed var avgjord. Men när protokollet några dagar därefter skulle justeras fanns däri inte ett ord angående det gjorda förbehållet om tiden för bevillningen, och lantmarskalken vägrade införa detta förbehåll, med förklaringen att vad han förra gången yttrat varit endast hans privata mening. Harmen över detta blev stor och det var nära att slagsmål utbröt i kyrkan.
Toll tystade ner de upprörda adelsmännen då han vinkade med en lista på misstänkta, som inte åtalades för mordet på Gustav III 1792, och även adeln svor kungen trohetsed.

#### Avsagda adelskap
Fem adelsmän som tillhörde oppositionen mot kungen inom Adelsståndet blev så upprörda när deras förslag till en mindre bevillning inte godkändes att de avsade sig sina adelskap den 29 maj, bland dessa märktes:
- Brukspatron Johan Fredric Adelheim
- T.f. landshövding Axel Adlersparre
- Överste Claes Cederström, efter avsägelsen Claes Claesson
- Landshövding Hans Hjerta, efter avsägelsen Hans Järta
- Johan Wilhelm Netherwood
- Understallmästare David von Schulzenheim, efter avsägelsen David Schultz
- Löjtnanten Per Adolf Tamm, åter adlad 1826

### Särskilda händelser
Den ryske ambassadörens sexspända ekipage råkade ta vägen uppför backen i hörnet av Prästgatan och gamla Rådstugugatan, varvid hästarna stoppades av soldater med bajonetter. Då kusken skulle vända i den trånga passagen föll den ryska karossen, krossades delvis, men relationerna mellan Ryssland och Sverige var för tillfället goda, och ingen diplomatisk kris uppstod.